# Halfdan Egedius
Halfdan Egedius (5. maj, 1877 – 2. februar, 1899) bio je norveški slikar i ilustrator.

## Biografija
Halfdan Jonsen Egedius je rođen u Dramenu, Buskerud, a odrastao u Kristijaniji. Veoma rano, sa pet godina, razvio je interesovanje za slikarstvo i ilustracije i odmah počeo da pokazuje izuzetne umetničke sposobnosti. Sa devet godina je krenuo u umetničku školu Knud Bergsliena koju je pohadjao od 1886. do 1889. Bio je učenik Erik Verenskiolda 1891. godine, a od 1891. do 1892. godine je studirao na Školi umetnosti i zanatstva u Kristijaniji. Dve godine kasnije je pohađao umetničku školu Harijet Baker. Tokom proleća 1896, bio je student Kristian Zartmana u Kopenhagenu. Sa 15 godina počinje da slika pejsaze Telemarka.
Egedius je bio profesionalno aktivan od svoje 16. godine pa sve do svoje prerane smrti u 21. godini. U toku svog kratkog zivotnog veka, uspeo je da naslika nekoliko velikih dela u različitim stilovima. Najpoznatiji je po svojim ilustracijama Heimskringla stilom inspirisanim Verenskioldom.
Za vreme boravka u Telemarku na leto 1898. godine, Halfdan Egedius se razboleo, da bi ubrzo zatim bio smešten u bolnicu gde umire u februaru 1899. sa nepune 22 godine. Uzrok smrti je bakterijska infekcija koja napada unutrašnje organe. Sahranjen je na crkvenom groblju u Vestre Aker. Spomen mu je podignut 50 godina nakon smrti.

## Galerija
- Illustration for Olav den helliges saga, Heimskringla (1897)
- Illustration for Magnus den godes saga, Heimskringla (1898)
- Illustration for Olav Trygvasons saga, Heimskringla (1897)
- Illustration for Fridtjof Nansen's Fram over Polhavet: den norske polarfærd 1893-1896 (1897)
- Illustration for King Olaf from a Norwegian translation of the Heimskringla from 1899.

## Spoljašnje veze
- Halfdan Egedius на сајту Пројекат Гутенберг (језик: енглески)
- Halfdan Egedius на сајту Internet Archive (језик: енглески)